# Periclystus vicinus
Periclystus vicinus is een insect uit de familie van de mierenleeuwen (Myrmeleontidae), die tot de orde netvleugeligen (Neuroptera) behoort. 
Periclystus vicinus is voor het eerst wetenschappelijk beschreven door New in 1985.